# Geobacter metallireducens
Geobacter metallireducens ist eine Art von prokaryotischen Mikroorganismen. G. metallireducens ist anaerob und gehört in die Domäne Bacteria. Es ist die Typusart ihrer Gattung Geobacter.

## Beschreibung
Die erste Isolation der späteren Art Geobacter metallireducens erfolgte 1987 durch Derek Lovley aus Sedimenten des Potomac River. Die Art wurde 1993 beschrieben und 1995 bestätigt.
Der Name „Geobacter metallireducens“ bedeutet in etwa, dass der Organismus stabförmig ist (bacter), unterirdisch vorkommt (Geo) und Metalle reduzieren kann (metallireducens). Bereits im Zuge der Isolation des ersten Kulturstammes, GS-15, fiel auf, dass diese Bakterien nicht magnetotaktisch sind und amorphes Eisenoxid unter anaeroben Bedingungen zu extrazellulärem, feinkörnigem Magnetit reduzieren können.
Die Zellen sind Gram-negative, strikt anaerobe Stäbchen, die verschiedene kurzkettige Fettsäuren, Alkohole und monoaromatische Verbindungen mit dreiwertigem Eisen als alleinigem Elektronenakzeptor oxidieren. Darüber hinaus wird Acetat auch mithilfe der Reduktion von anderen Metallen, nämlich von vierwertigem Mangan und vierwertigem Uran, sowie mithilfe von Nitrat oxidiert.
Die Cytochrome vom Typ c ließen sich durch Gold, Silber, Quecksilber und Chromat oxidieren. Die Menachinon-Konzentration ist mit der Gram-negativer Sulfatreduzierer vergleichbar. Die Fettsäuren, welche über Phospholipid-Ester verknüpft waren, wiesen auf die Aktivität von Enzymen (anaerobe Desaturase) und die Funktion von Wegen der Fettsäurebiosynthese hin.

### Elektronentransfer und Syntrophien

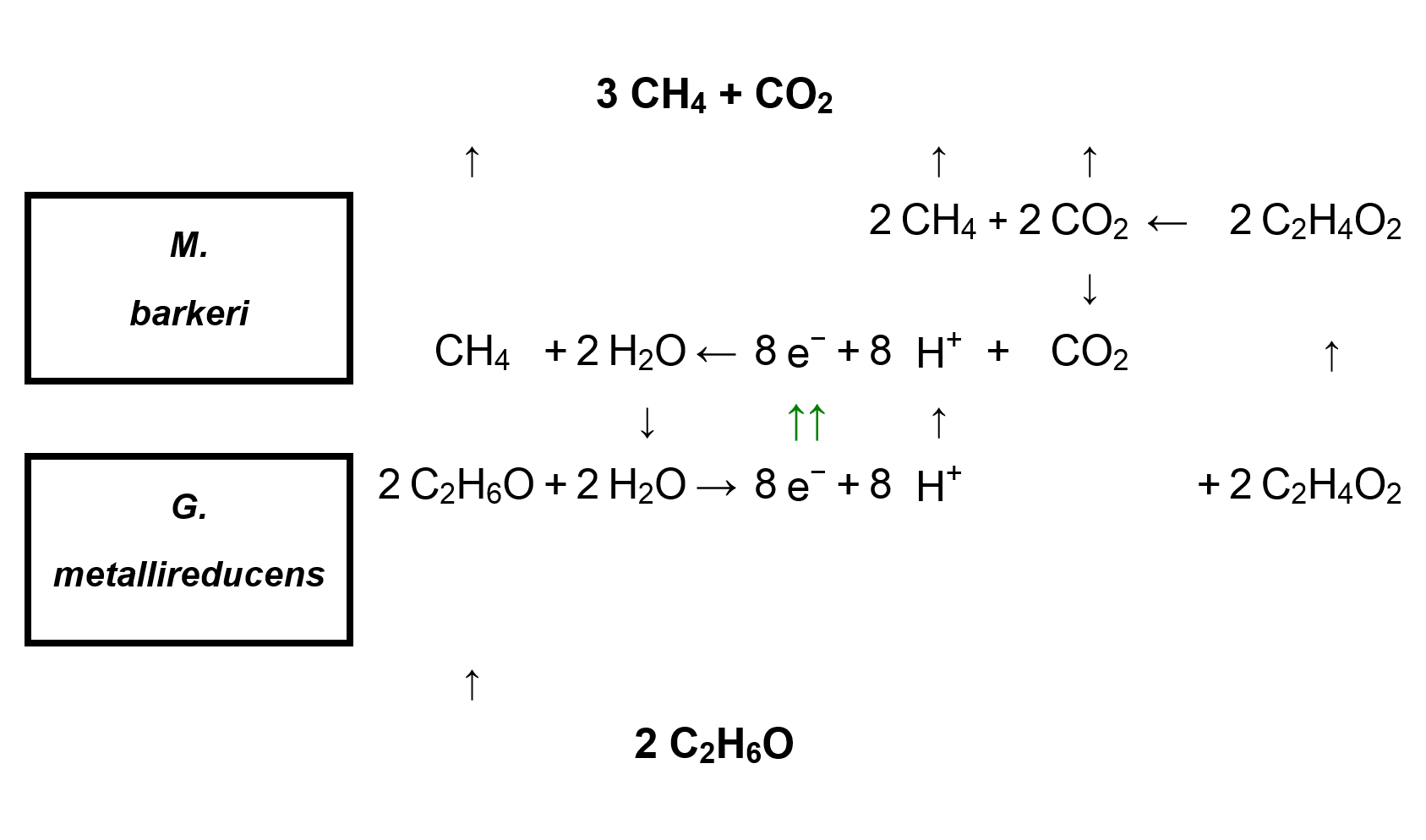
Schematische Darstellung der stöchiometrischen Verhältnisse bei der Umwandlung von Ethanol (C_{2}H_{6}O) zu Methan (CH_{4}) und Kohlendioxid (CO_{2}) durch Geobacter metallireducens und Methanosarcina barkeri. Die horizontalen Pfeile (→ und ←) zeigen die Richtung chemischer Reaktionen. Die einfachen vertikalen Pfeile (↑ und ↓) stellen Diffusion dar (zum Ort niedrigerer Konzentration) und der grüne Doppelpfeil (↑↑) ist der direkte Elektronentransfer zwischen den Arten (DIET, direct interspecies electron transfer).

G. metallireducens hat die markante Eigenschaft, Elektronen extrazellulär (also nach außerhalb der Zelle) übertragen zu können. Zum einen dient das wahrscheinlich vor allem dazu, Feststoffe zu reduzieren, die nicht in die Zelle aufgenommen werden können (z. B. amorphes Eisenoxid), zum anderen ermöglicht es einen Mechanismus der Syntrophie, den direkten Elektronentransfer zwischen Arten (DIET), der zuerst für G. metallireducens und G. sulfurreducens beschrieben wurde.
Eine wichtige Rolle spielen dabei die mikrobiellen Nanodrähte, die bei der mit G. metallireducens eng verwandten Art G. sulfurreducens entdeckt wurden. Das genannte Paar wurde hinsichtlich des direkten Elektronentransfer zwischen den Arten untersucht und es wurde festgestellt, dass der Partner, der als Elektronendonor fungiert (G. metallireducens) die mikrobiellen Nanodrähte braucht, während sie auf der Seite des Elektronenakzeptor-Partners (G. sulfurreducens) nicht zwingend vorhanden sein müssen.
Eine gut untersuchte Beziehung ist die zwischen dem Bakterium Geobacter metallireducens und dem methanbildenden Archäon Methanosarcina barkeri. Der eine Partner (G. metallireducens) kann Ethanol oxidieren und nutzt dafür M. barkeri als Elektronenakzeptor-Partner. Der durch die Oxidation „reduzierte“ Partner (M. barkeri) nutzt seinerseits die Elektronen vom Elektronendonor-Partner G. metallireducens sowie die anderen Produkte der vorausgegangenen Oxidation (Essigsäure und Protonen), um daraus Kohlendioxid und Methan zu bilden.
Ähnliches gilt für Methanosaeta harundinacea, das ebenfalls ein methanbildendes Archäon ist; auch hier wurde die Bildung von Methan aus Ethanol durch das Zusammenwirken von G. metallireducens und M. harundinacea durch DIET beschrieben.
Eine weitere Möglichkeit, den extrazellulären Elektronentransfer von G. metallireducens auszunutzen, besteht im Zusatz von Substanzen, die einen solchen Transfer erleichtern; das trifft zum Beispiel auf das den Huminstoffen ähnliche Anthrahydrochinon-2,6-disulfonat (AHQDS, reduzierte Form) bzw. Anthrachinon-2,6-disulfonat (AQDS, oxidierte Form) zu, da sich dieses Redox-System leicht von der reduzierten in die oxidierte Form umwandeln lässt und umgekehrt. Eine Untersuchung der Syntrophie-Effekte zwischen G. metallireducens und Wolinella succinogenes zeigten, dass das Redoxpaar (AQDS/AHQDS) den Elektronentransfer zwischen den Arten vermittelt. In einer Untersuchung zur biologischen Produktion von Wasserstoff aus Xylose (Holzzucker) wurde die Clostridien-Art Clostridium beijerinckii verwendet. In einer Co-Kultur von C. beijerinckii und G. metallireducens, der die reduzierte Form AHQDS beigefügt wurde, konnten die Wasserstoff-Produktion und die Nutzung der Xylose gegenüber der Reinkultur von C. beijerinckii ohne AHQDS gesteigert werden. Die Verbesserung wurde vor allem darauf zurückgeführt, dass G. metallireducens die Essigsäure-Konzentration senkte und es wurde vermutet, dass G. metallireducens die reduzierte Form des AQDS/AHQDS-Redoxsystems regenerierte.

## Systematik
Geobacter metallireducens wurde 1993 durch Loley et al. beschrieben und 1995 durch die Internationale Vereinigung der Mikrobiogischen Gesellschaften (IUMS) bestätigt.
Der Typstamm von G. metallireducens ist GS-15 und wurde in entsprechenden Sammlungen hinterlegt (ATCC 53774 und DSM 7210).
Die 16S-rRNA-Sequenz wies Geobacter als Mitglied der Deltaproteobacteria aus; Geobacter ist die Typusgattung der Familie Geobacteraceae.
Die aktuelle Einordnung und Nomenklatur ist in der LPSN ersichtlich (Abruf 2019-05).

## Ökologie und Anwendungen
Geobacter metallireducens ist ein anaerober Eisenreduzierer, der unterirdische, süßwasserreiche Habitate bevorzugt. Seine Eigenschaft, Elektronen nach außerhalb der eigenen Zellen zu übertragen, macht es G. metallireducens möglich, sein Stoffwechsel-Spektrum (bzw. das seiner Partner) durch Syntrophien zu erweitern. Nicht zuletzt durch die Syntrophien dürfte G. metallireducens einige Bedeutung in verschiedenen Stoffkreisläufen haben (z. B. im Kohlenstoff-, im Stickstoff-, im Eisen- und im Schwefelkreislauf).
G. metallireducens kann Flagellen und Pili ausbilden, betreibt diesen Aufwand jedoch nur unter bestimmten Bedingungen und dies wurde beobachtet, wenn zwar kein lösliches, aber unlösliches dreiwertiges Eisen bzw. vierwertiges Mangan als terminaler Elektronenakzeptor zur Verfügung stand. Durch Chemotaxis mithilfe der Flagellen und exoelektrogenen Elektronentransfer mithilfe der Pili kann G. metallireducens die unlöslichen Metalle möglicherweise besser nutzen, als andere metallreduzierende Mikroben; dies würde die Dominanz von G. metallireducens in manchen Sedimenten erklären.
In Hinsicht auf Anwendungen ist G. metallireducens interessant, da es Schadstoffe ab- bzw. umbauen kann; dazu gehören
- Aromaten (z. B. Benzol,[17][18] Kresol,[19][20] Phenol,[21][22] und Toluol[23][24]),
- andere giftige, ringförmige Verbindungen (z. B. Sprengstoff Hexogen[25]) und
- giftige Metalle (z. B. Chrom,[26] Platin,[27] Plutonium,[28][29] Quecksilber,[30] Uran[31] und Vanadium[32]).

Während organische Schadstoffe dem Abbau zugeführt werden sollen, geht es bei den Metallen (die zumeist Schwermetalle sind) vor allem um die Entnahme aus der Umwelt bzw. aus Abwasser. Dabei steht meist die Reinigung (z. B. von technischen Abwässern) im Vordergrund, bei wertvollen Metallen (z. B. Platin) ist aber auch die Rückgewinnung von Interesse.
Eine andere Denkrichtung wäre es, die Eigenschaft von G. metallireducens, Magnetit herzustellen, für superparamagnetische Materialien zu verwenden; die Materialeigenschaften hängen stark von der Kulturbedingungen ab.
Es liegt nahe, G. metallireducens auf seinen Nutzen in mikrobiellen Brennstoffzellen zu prüfen. Bei einer Untersuchung zur Energiegewinnung aus Abwasser zeigte die nahe verwandte Art Geobacter sulfurreducens günstigere Eigenschaften als G. metallireducens, was unter anderem an der unterschiedlichen Haftung an der Anode liegen könnte. An anderer Stelle wurde berichtet, dass mit Abwasser aus Gerbereien, die giftiges Chrom (sechswertig) enthielten und weiteren, zugesetzten organischen Abfällen in mikrobiellen Brennstoffzellen Strom erzeugt wurde, wobei die Anode G. metallireducens enthielt und das Chrom zu einer weniger giftigen Form (dreiwertig) reduziert wurde.
Weiterhin könnte G. metallireducens beim Nitrat-Abbau behilflich sein, da es ein Denitrifizierer ist. Auch dazu gibt es Experimente mit mikrobiellen Brennstoffzellen. G. metallireducens kann auch einen umgekehrten Weg beschreiten, d. h. Stickstoff aus der Luft fixieren, wenn kein gebundener Stickstoff vorhanden ist.
Da G. metallireducens im Labormaßstab die beiden methanbildenden Archaeen Methanosarcina barkeri und Methanosaeta harundinacea durch Elektronentransfer (DIET) unterstützen kann und solch ein Elektronentransfer auch auf leitfähige Materialien möglich ist, liegt es nahe, Experimente mit leitfähigen Materialien durchzuführen, um die Produktion von Methan zu testen. Da es bei vielen Experimenten zur Förderung der Methanbildung durch leitfähige Materialien mehrere Ursachen für die beobachteten Effekte geben kann und die Methanogenese nicht notwendigerweise an DIET gekoppelt ist, müssen die Ergebnisse von mehreren Seiten beleuchtet werden, um sie zu interpretieren. Bisher (2019-05) sind die Beziehungen zwischen G. metallireducens und M. barkeri sowie zwischen G. metallireducens und M. harundinacea die einzigen beiden Paare, bei denen DIET zwischen Bakterien und methanbildenden Archaeen zweifelsfrei nachgewiesen wurde.

## Datenbanken
- LPSN, Stichwort „Geobacter“ – https://www.bacterio.net/genus/geobacter
- NCBI, Taxonomy browser, Stichwort „Geobacter metallireducens“ – https://www.ncbi.nlm.nih.gov/Taxonomy/Browser/wwwtax.cgi?id=28232